# Robert van Eyck
Robert Floris van Eyck ('s-Gravenhage, 3 mei 1916 — Ashford, 19 december 1991) was een Nederlands-Brits dichter, beeldhouwer, schilder en restaurator.

## Biografie
Van Eyck was een zoon van de Nederlandse dichter en hoogleraar Pieter Nicolaas van Eyck (1887-1954) en Nelly Benjamins (1891-1971). Hij is een broer van de architect Aldo van Eyck (1918-1999). Zijn jeugd bracht hij deels door in Londen waar zijn vader tussen 1920 en 1935 correspondent voor de NRC was. In 1941 en 1944 verschenen twee Engelstalige dichtbundels van hem bij de met zijn vader bevriende uitgever A.A.M. Stols. Daarnaast was hij beeldhouwer, schilder en restaurator. Hij trouwde in 1962 in zijn toenmalige woonplaats Londen met Christina Prinzessin von Hessen (1933-2011), dochter van prins Christoph von Hessen (1901-1943) en prinses Sophia van Griekenland en Denemarken (1914-2001); uit dit in 1986 ontbonden huwelijk werden een dochter en een zoon geboren. Door zijn huwelijk werd hij de zwager van Karl Prinz von Hessen (1937) die trouwde met een stiefdochter van de Nederlandse diplomaat mr. Godert Willem baron de Vos van Steenwijk (1895-1940). Van Eyck stierf in Ashford op 75-jarige leeftijd.